# Hybrydogeneza

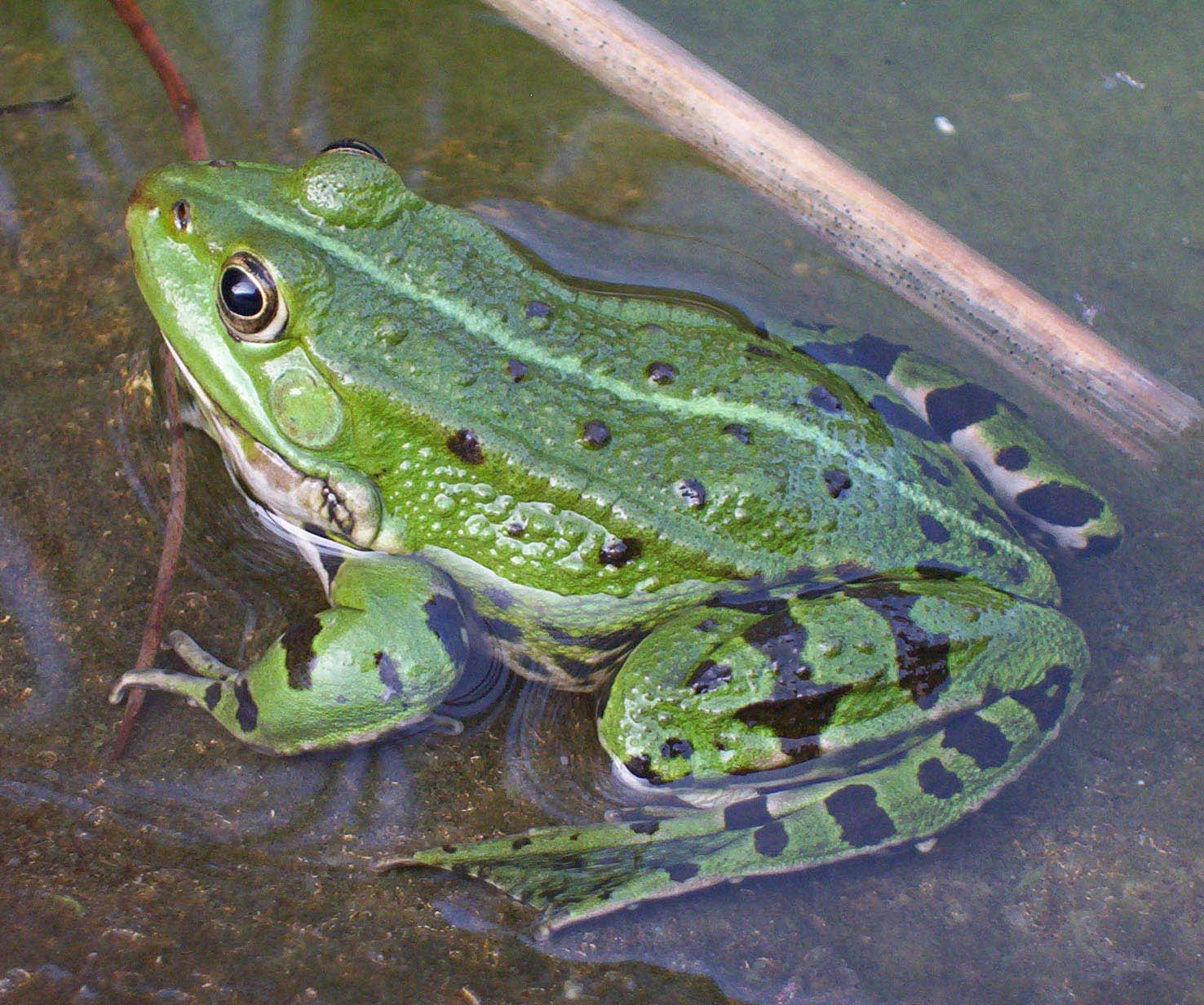
Żaba wodna – przykład mieszańca rozmnażającego się na drodze hybrydogenezy

Hybrydogeneza – termin z dziedziny embriologii rozumiany zwykle jako sposób rozmnażania się mieszańców (hybryd), w którym mieszaniec podczas wytwarzania gamet (gametogenezy) usuwa jeden z genomów gatunków rodzicielskich. Inaczej mówiąc, wytwarza takie gamety, jakby należał do jednego z gatunków rodzicielskich, a nie zawierające mieszaninę ich genomów. Usunięty genom jest następnie odtwarzany zwykle w wyniku krzyżówki wstecznej z odpowiednim gatunkiem rodzicielskim.

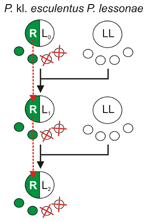
Żaby wodne Pelophylax kl. esculentus są tutaj hemiklonem, ponieważ mają tę samą połowę genomu (haplotyp ', czerwone strzałki). Duże kółka – dorosłe żaby, małe – gamety, – brak jednego z genomów.

Ponieważ hybryda taka wymaga do reprodukcji innego taksonu - jednego z gatunków rodzicielskich, jest ona kleptonem, co oznaczane jest skrótem "kl" w niektórych nazwach gatunkowych.
Cechą charakterystyczną hybrydogenezy jest to, że gamety wytwarzane przez hybrydy nie zawierają mieszaniny genomów rodzicielskich, co normalnie jest wynikiem niezależnej segregacji chromosomów i crossing-over podczas mejozy (patrz również II Prawo Mendla, rekombinacja genetyczna), ale nienaruszony jeden z nich lub obydwa. Ponieważ genomy nie mieszają się podczas wytwarzania gamet, z pokolenia na pokolenie przekazywany jest niezmieniony (niezrekombinowany) ten genom haploidalny, który nie jest usuwany podczas gametogenezy. A do niego podczas zapłodnienia dołączany tylko jest haploidalny genom drugiego gatunku rodzicielskiego, za każdym razem inny. Grupa takich (pochodzących od jednego mieszańca) hybryd jest więc hemiklonem (naturalnym), ponieważ wszystkie osobniki mają identyczną połowę genomu. Natomiast cała populacja może być mieszaniną takich grup (hemiklonów). Hybrydogeneza jest określana jako hemiklonalny sposób rozmnażania, a termin hemiklon stosuje się też czasem dla pojedynczego osobnika.
Hybrydogenne mieszańce są często gatunkami poliploidalnymi jak i uniseksualnymi, tzn. mogą występować u nich wyłącznie osobniki jednej płci, na przykład same samice.
Hybrydogeneza jest często omawiana łącznie z partenogenezą (dzieworództwem). Hybrydogeneza, podobnie jak samo zjawisko płodności mieszańców, występuje u bardzo nielicznych gatunków zwierząt, chociaż czasem pospolitych, np. u żaby wodnej.
Najbardziej znane gatunki zwierząt u których występuje hybrydogeneza:
- Żaby zielone: żaba wodna[1][2][3][4][9], Pelophylax kl. grafi[10], P. kl. hispanicus[10] i być może P. demarchii oraz P. terentievi

- hybryda Poeciliopsis monacha × P. lucida[1][2], drobne ryby z rodziny piękniczkowatych Poeciliidae
- Kalandino Squalius alburnoides (S. pyrenaicus × hipotetyczny wymarły przodek spokrewniony ze strzeblą hiszpańską Anaecypris hispanica)[11], ryby z rodziny karpiowatych Cyprinidae
- hybrydy Cobitis hankugensis × C. longicorpus[12], ryby z rodziny piskorzowatych Cobitidae
- hybryda Bacillus rossius × Bacillus grandii benazzii[13], owady z rzędu patyczaków